# Maciej Vorbek-Lettow
Maciej Vorbek-Lettow, także  Maciej Littau, Maciej Litauer oraz Maciej Lettow (ur. 12 lutego 1593 w Wilnie, zm. 7 czerwca 1663 najprawdopodobniej w Słucku) – pamiętnikarz i lekarz, działacz luterański.

## Życiorys
Pochodził ze starej szlachty pomorskiej i lekarskiej rodziny ewangelickiej, jego ojciec był lekarzem Zygmunta III Wazy.
Maciej Vorbek-Lettow odebrał staranne wykształcenie: uczył się m.in. w Gimnazjum Akademickim w Elblągu, Gdańskim Gimnazjum Akademickim, na Akademii Wileńskiej (1608-1610), studiował prawo na Uniwersytecie w Lowanium (1611-1612). W r. 1612 podjął studia medyczne na Uniwersytecie Padewskim i w 1614 r. jako pierwszy Polak-ewangelik uzyskał stopień doktora medycyny i filozofii. Następnie w latach 1614-1616 studiował medycynę na Uniwersytecie Bolońskim.
Kiedy studiował medycynę w Padwie, wziął udział w wojnie między Republiką Wenecką a arcyksięciem Ferdynandem, namiestnikiem Tyrolu.
W 1616 zaczął własną praktykę lekarską w Wilnie, a dwa lata później został osobistym lekarzem hetmana polnego litewskiego Krzysztofa Radziwiłła. W latach 1635–1648 pracował jako medyk dla króla Władysława IV Wazy, piastował też funkcję sekretarza królewskiego, a od 1636 dworzanina skarbowego litewskiego. W 1635 uzyskał urząd burmistrza Wilna. W międzyczasie powierzano mu misje dyplomatyczne mniejszej wagi. Był także działaczem luterańskim, od 1652 pełnił rolę seniora zboru w Wilnie.
Z małżeństwa z Elżbietą, pochodzącej z mieszczańskiej wileńskiej rodziny Isfeld miał jedenaścioro dzieci, z których przeżyło go trzech synów.
Jest autorem pamiętnika pt. Skarbnica pamięci... (wydanego przez Ossolineum we Wrocławiu, po raz pierwszy w 1968, wznowionego w 2006), będącego zbiorem wspomnień z okresu 1593-1644 oraz bieżącą kroniką wydarzeń do roku 1660.

## Publikacje
- Maciej Vorbek-Lettow, Skarbnica pamięci..., oprac. Ewa Galos i Franciszek Mincer, red. nauk. Władysław Czapliński, Wrocław: Zakład Narodowy im. Ossolińskich, 1968[6]
- Maciej Vorbek-Lettow, Skarbnica pamięci..., oprac. Ewa Galos i Franciszek Mincer, red. nauk. Władysław Czapliński, Wrocław-Warszawa: Zakład Narodowy im. Ossolińskich we współpr. z De Agostini Polska, 2006[7]